# Delta-amanitin
δ-Amanitin je látka izolovaná společně s ostatními amatoxiny z jedovaté muchomůrky zelené. Pravděpodobně patří též do skupiny cyklických oligopeptidů. 
Ze směsi amatoxinů byla v malém množství oddělena pomocí papírové chromatografie. Její struktura nebyla dosud stanovena. Také není nic známo o jejích chemických a fyzikálních vlastnostech. Neví se dokonce ani to, zda je tato látka jedovatá.